# Petit-Bourg
Petit-Bourg är en kommun i det franska utomeuropeiska departementet Guadeloupe i Västindien. År 2022 hade kommunen 24 299 invånare.

## Befolkningsutveckling
Antalet invånare i kommunen Petit-Bourg
| Referens: INSEE |